# La Basu
Elena Caballero Villanueva «La Basu» (Etxebarri, 6 de gener de 1983), és una cantant de música rap.

## Trajectòria
La Basu va descobrir la cultura hip-hop a finals dels anys 1990. L'any 1999 va crear el seu primer grup de rap femení anomenat Jungla Urbana amb el qual va fer concerts al País Basc, essent de les primeres dones en fer rap en aquella època. Destaca també en gèneres musicals com el soul, el reggae o el flamenc. El 2001 va treure la seva primera maqueta titulada #k, i fou telonera de grups importants en l'escena rap.
L'any 2013 tragué un nou maxi amb el títol Remixes que donarà peu al seu primer disc Aire es vida publicat el març del 2015. El 2016 presentà el videoclip de la cançó «Ni naiz izotz erregina», inclosa en el disc Izotz erregina. Aquest és el primer disc de rap íntegrament cantat en euskera realitzat per una solista femenina.
Acompanyada dels músics Aneguria i Dj Ibai, La Basu és considerada el major referent de l'escena del rap femení a Bilbao. Al costat d'Aneguria és una de les responsables del projecte Eskina Femenina que dona suport a les dones dins de la cultura hip-hop. Juntament amb l'Ajuntament de Bilbao organitzen des de 2015 el festival de hip-hop femení Bazter Fest, que reuneix a destacades artistes del panorama local i internacional.
La Basu també realitza tallers d'escriptura i crea esdeveniments amb totes aquelles dones que decideixen pujar-se als escenaris, donant-los l'espai que es mereixen dins de la música.
En l'edició de 2018 de l'Euskaraldia, iniciativa per canviar els hàbits lingüístics de les persones que parlen i entenen euskera, ha participat juntament amb Last Tea Party djs i Ines Osinaga eta Maddalen Arzallus en la cançó i el vídeo promocional.

## Discografia
- #k (2001)
- Remixes (2013)
- Aire es vida (2015)
- Izotza Erregina (2016)
- Ni naiz izotz erregina (2017, autoekoizpena)[16]

## Premis i reconeixements
- 2018 Bilboko konpartsak la reconeix com a reina del Carnestoltes de la ciutat de Bilbao.[17]